# غاريث مورغان (اقتصادي)
غاريث مورغان (بالإنجليزية: Gareth Morgan)‏ هو اقتصادي نيوزيلندي، ولد في 17 فبراير 1953 في Putāruru ‏ في نيوزيلندا.